# ليو أيريس
ليو أيريس (بالإنجليزية: Lew Ayres)‏ مواليد 28 ديسمبر 1908 في منيابولس - الوفاة 30 ديسمبر 1996 في لوس أنجلوس، هو ممثل أمريكي بدأ مسيرته الفنية سنة 1927. امتدت مسيرته الفنية لأكثر من 67 عاما.

## الأعمال
- كل شيء هادىء على الجبهة الغربية
- جوني بليندا
- بيت صغير على المرج

## روابط خارجية
- ليو أيريس على موقع IMDb (الإنجليزية)
- ليو أيريس على موقع روتن توميتوز (الإنجليزية)
- ليو أيريس على موقع ألو سيني (الفرنسية)
- ليو أيريس على موقع ميوزك برينز (الإنجليزية)
- ليو أيريس على موقع تيرنر كلاسيك موفيز (الإنجليزية)
- ليو أيريس على موقع أول موفي (الإنجليزية)
- ليو أيريس على موقع قاعدة بيانات الأفلام السويدية (السويدية)
- ليو أيريس على موقع إن إن دي بي (الإنجليزية)
- ليو أيريس على موقع ديسكوغز (الإنجليزية)
- ليو أيريس على موقع قاعدة بيانات الفيلم (الإنجليزية)